# NGC 2412
NGC 2412 este o galaxie situată în constelația Câinele Mic. A fost descoperită în 1886 de către .